# Rolf Kinzl
Rolf Kinzl (Praga, 8 de fevereiro de 1966 - Viena, 14 de novembro de 1938) foi um tenista, futebolista e ciclista austríaco.